# تیرماهی آبی حنایی
تیرماهی آبی حنایی (نام علمی: Ptereleotris hanae) نام یک گونه از سرده تیرماهی‌های پراکنده است.